# Premana
Premana – miejscowość i gmina we Włoszech, w regionie Lombardia, w prowincji Lecco.
Według danych na rok 2004 gminę zamieszkiwały 2254 osoby, 68,3 os./km².